# Abbaye de Wettingen
L’abbaye de Wettingen est une ancienne abbaye cistercienne située sur le territoire de la commune argovienne homonyme, en Suisse.

## Histoire

### Fondation
C'est aux alentours de 1220 qu'Heinrich II, comte de Rapperswil (de) acheta des terrains dans la région et y fonda un village qu'il appela Wettingen, peut-être en référence à la famille de Wetterau d'où venait sa femme. Sauvé miraculeusement d'un naufrage lors de son retour des croisades, il fait don de ses possessions à l'abbaye de Salem. Elle est devenue un centre religieux et économique important dans la région. Les moines cisterciens ont introduit des techniques agricoles avancées, contribuant à l'amélioration de l'agriculture locale . En 1227, un abbé et douze moines sont envoyés depuis cette dernière, située dans la région de Constance, pour fonder un monastère appelé Stella Maris (« Étoile des mers »  en latin) et qui adoptera, en souvenir de son fondateur, la devise « Non mergor » (« Je ne coule pas »).

### Prospérité
Bénéficiaire dès 1231 d'une immunité temporelle octroyée par le pape Innocent IV, la maison put rapidement étendre ses possessions et croître jusqu'au début du XVIe siècle.

### Périodes troublées
Au début de la Renaissance, l'abbaye connut d'importantes difficultés financières. Un instant touchée par la Réforme protestante dès 1529, l'abbaye retourne à la religion catholique après la seconde guerre de Kappel en 1531. À cette époque, l'abbaye connaît un nouvel essor qui se traduit par une rénovation et un agrandissement des bâtiments, avec notamment la création, en 1604, d'une école de philosophie et de théologie.
Désertée par les moines pendant la guerre de Toggenburg en 1712, le monastère devient un refuge pour des milliers de réfugiés politiques et religieux venant de France à la suite de la Révolution.

### Fermeture définitive
En 1803, l'ensemble devient la propriété du nouveau canton d'Argovie qui en prit progressivement le contrôle jusqu'à la décision, en 1841, de fermer tous les monastères du canton. Les moines (parmi lesquels se trouvait alors Alberich Zwyssig (compositeur du cantique suisse), durent quitter le monastère et trouvèrent refuge, après quelques années d'errance au sein de l'abbaye de Mehrerau, en Autriche. L'importante bibliothèque de l'abbaye fut récupérée par le canton d'Argovie.

## L'abbaye aujourd'hui
L'ancienne abbaye, inscrite comme bien culturel d'importance nationale, est utilisé comme école publique depuis 1976. Des services religieux sont encore célébrés dans l'ancienne église du couvent.

## Sources
- (en) Cet article est partiellement ou en totalité issu de l’article de Wikipédia en anglais intitulé « Wettingen Abbey » (voir la liste des auteurs).

- (de) Cet article est partiellement ou en totalité issu de l’article de Wikipédia en allemand intitulé « Kloster Wettingen » (voir la liste des auteurs).